# 2005 en astronautique
Chronologie de l'astronautique
- 2001
- 2002
- 2003
- 2004
- 2005
- 2006
- 2007
- 2008
- 2009

Cette page présente une chronologie des événements qui se sont produits pendant l'année 2005 dans le domaine de l'astronautique.

## Synthèse de l'année 2005

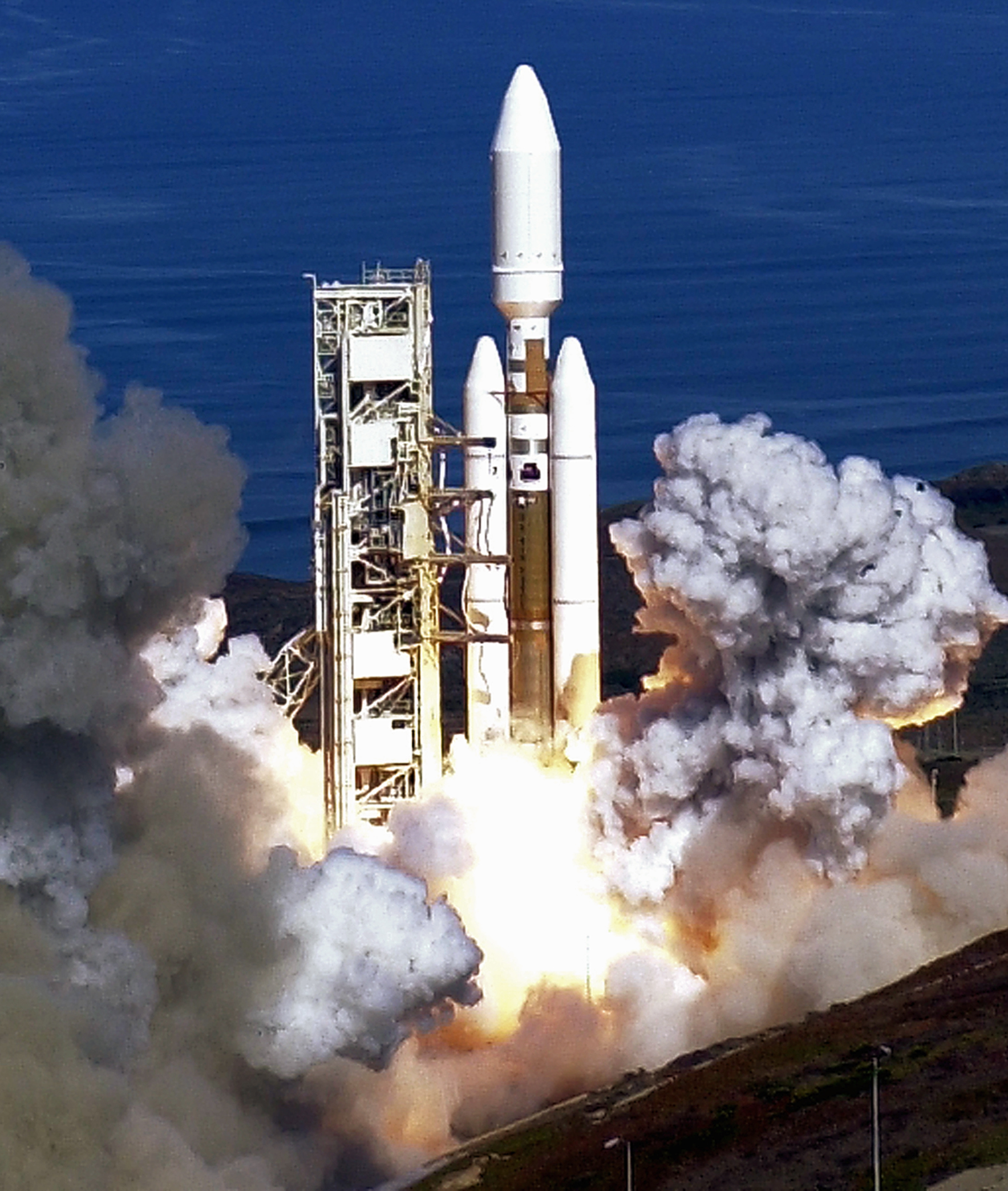
Dernier vol du lanceur lourd Titan

### Sondes spatiales interplanétaires
La NASA lance deux sondes spatiales :  Deep Impact doit recueillir des données sur  la composition interne de la comète Tempel 1 en larguant un projectile de près de 400 kg qui en  frappant sa surface à grande vitesse crée un  cratère d'environ 30 mètres de diamètre ; Mars Reconnaissance Orbiter doit se placer en orbite autour de Mars dont l'objectif est de cartographier la surface de Mars grâce à une caméra permettant d'obtenir une résolution de 20 à 30 cm. L'agence spatiale européenne de son côté lance l'orbiteur  Venus Express qui doit étudier la planète Vénus. Le 14 janvier l'atterrisseur européen Huygens parvient à se poser sur le sol de Titan la lune de Saturne.

### Vols habités
La Chine lancement la mission avec équipage Shenzhou 6 qui comprend pour la première fois un équipage de 2 personnes.

### Lanceurs
Le lanceur lourd américain Titan IV réalise ses deux derniers vols. Cette fusée utilisée par les militaires américains est désormais remplacée par les nouveaux lanceurs Atlas V et Delta IV. Le lanceur Atlas IIIB effectue également son dernier vol en 2005. La version GS du lanceur Ariane 5 effectue son premier vol cette année-là. La navette spatiale américaine reprend ses vols après l'accident de Columbia qui l'avait clouée au sol en 2002.

### Technologie
Un lanceur russe Volna tiré depuis un sous-marin embarque le 21 juin une charge utile développée à l'initiative de l'association  The Planetary Society : « Cosmos l » est la première voile solaire lancée dans l'espace, mais le lanceur est victime d'une défaillance.

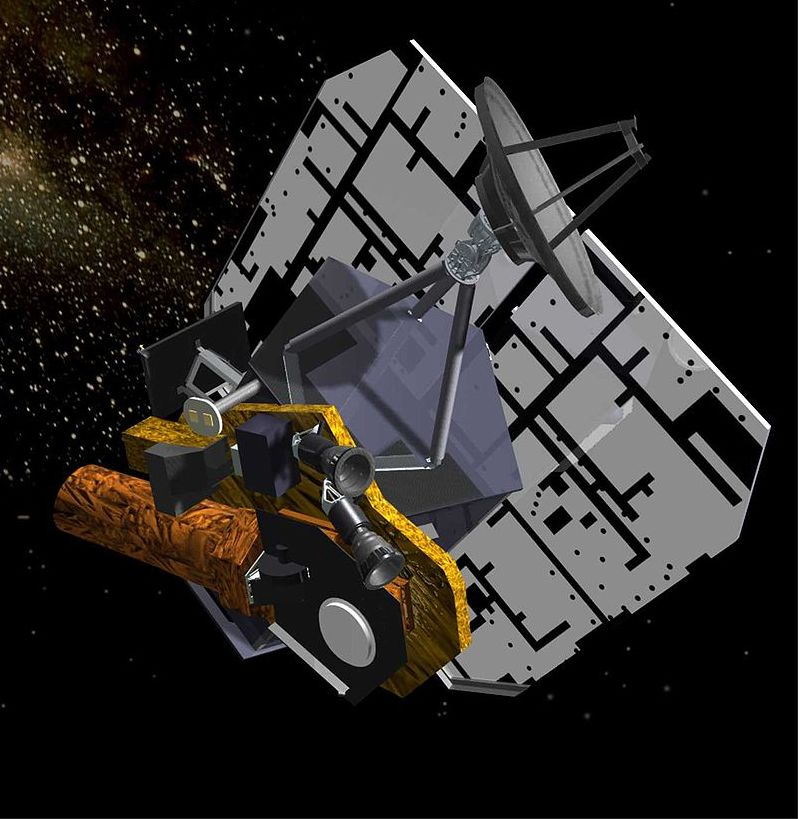
Vue d'artiste de la sonde spatiale Deep Impact.
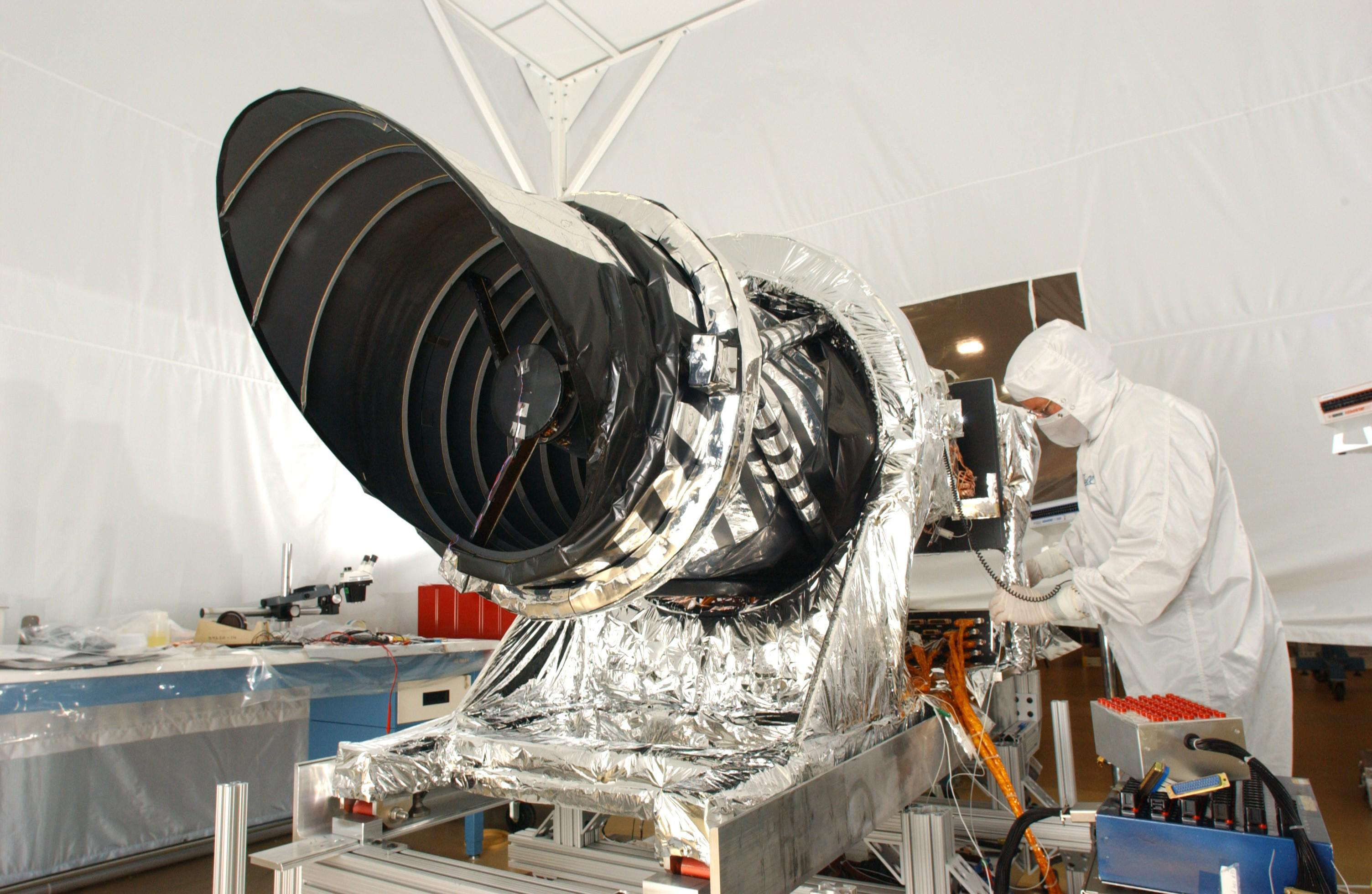
Caméra-télescope de l'orbiteur martien MRO
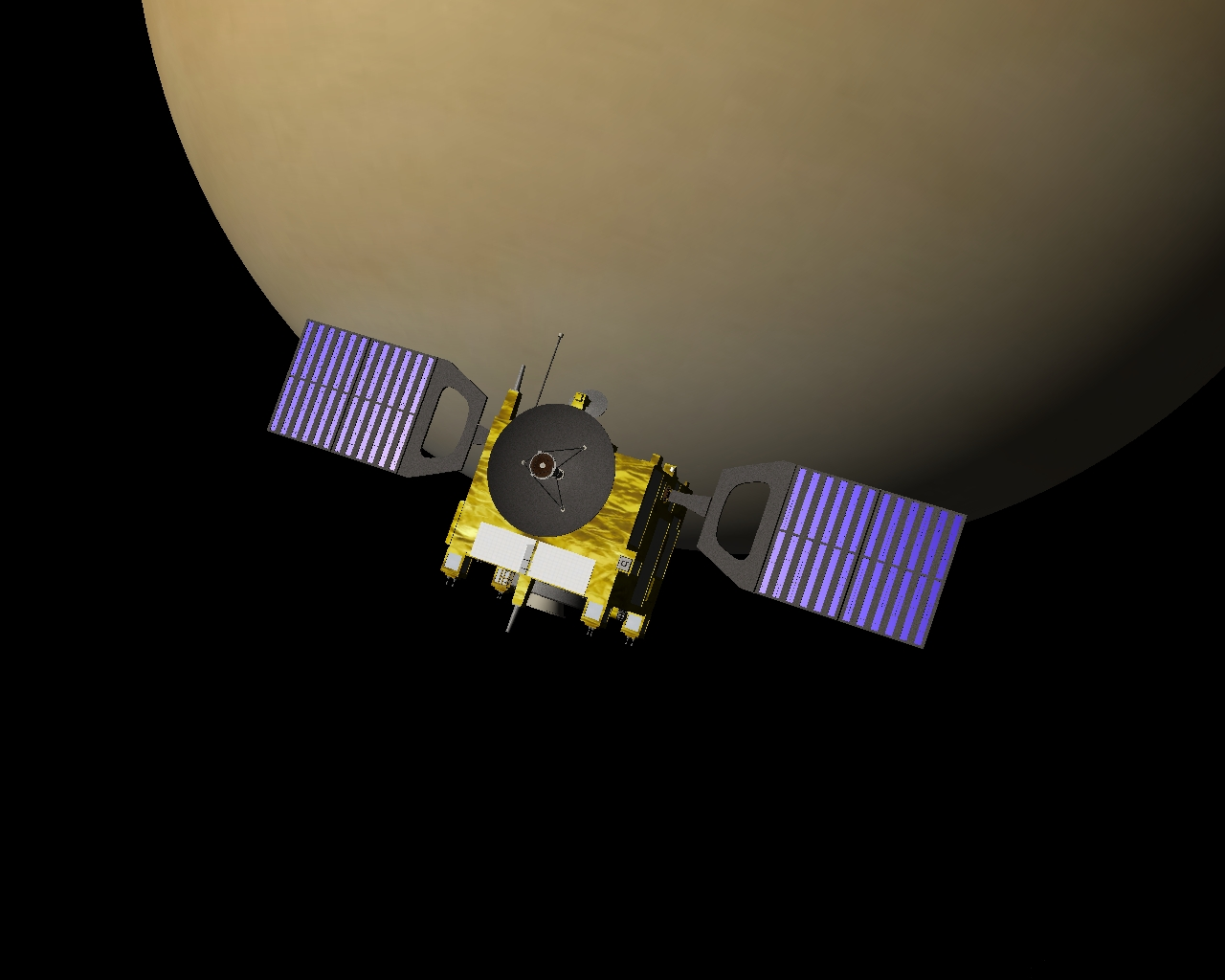
Vue d'artiste de Venus Express en orbite autour de Vénus.

### Chronologie

#### Janvier
| Date       | Lanceur       | Base de lancement | Type                  | Charge utile                        | Notes                                                          |
| 12 janvier | Delta II 7925 | Cape Canaveral    | orbite héliocentrique | Deep Impact                         | Sonde interplanétaire avec impacteur à destination de Tempel 1 |
| 20 janvier | Cosmos 3M     | Plesetsk          | orbite héliocentrique | Kosmos 2414, Universitetsky-Tatyana | Satellite de navigation, satellite technologique               |

#### Février
| Date       | Lanceur           | Base de lancement | Type                   | Charge utile                        | Notes                                                                      |
| 3 février  | Proton-M / Briz-M | Baïkonour         | orbite géostationnaire | AMC-12                              | Satellite de télécommunications                                            |
| 3 février  | Atlas III B       | Cape Canaveral    | orbite basse           | USA 181                             | Satellite de reconnaissance de la NRO, dernier vol de la fusée Atlas III B |
| 12 février | Ariane 5 ECA      | Kourou            | orbite géostationnaire | XTAR-EUR, Maqsat-B2, Sloshsat-FLEVO | Satellite de télécommunications…                                           |
| 26 février | H-IIA             | Tanegashima       | orbite géostationnaire | Himawari 6                          | Satellite météorologique                                                   |
| 28 février | Soyouz-U          | Baïkonour         | orbite basse           | Progress M-52                       | Ravitaillement de la station spatiale internationale                       |

#### Mars
| Date     | Lanceur        | Base de lancement | Type                   | Charge utile  | Notes                                                          |
| 1er mars | Zenit-3SL      | Ocean Odyssey     | orbite géostationnaire | XM-3 "Rhythm" | Satellite de télécommunications                                |
| 11 mars  | Atlas V 431    | Cape Canaveral    | orbite géostationnaire | Inmarsat-4 F1 | Satellite de télécommunications, premier vol de la version 431 |
| 29 mars  | Proton-K/DM-2M | Baïkonour         | orbite géostationnaire | Ekspress AM-2 | Satellite de télécommunications                                |

#### Avril
| Date     | Lanceur          | Base de lancement | Type                   | Charge utile         | Notes                                                                         |
| 11 avril | Minotaur I       | Vandenberg        | orbite basse           | USA-165              | Satellite technologique militaire                                             |
| 12 avril | Longue Marche 3B | Xichang           | orbite géostationnaire | Apstar VI            | Satellite de télécommunications                                               |
| 15 avril | Soyouz-FG        | Baïkonour         | orbite basse           | Soyouz TMA-6         | Relève équipage de la station spatiale internationale (Expédition 11)         |
| 15 avril | Pegasus XL       | L-1011 Vandenberg | orbite basse           | DART                 | Satellite technologique militaire                                             |
| 26 avril | Zenit-3SL        | Ocean Odyssey     | orbite géostationnaire | StatesSpaceway 1     | Satellite de télécommunications                                               |
| 30 avril | Titan IV (403)B  | Cap Canaveral     | orbite géosynchrone    | USA-182 (Lacrosse 5) | Satellite radar militaire, dernier vol du lanceur Titan depuis Cape Canaveral |

#### Mai
| Date   | Lanceur         | Base de lancement | Type                   | Charge utile        | Notes                                                        |
| 5 mai  | PSLV            | Satish Dhawan     | orbite héliosynchrone  | Cartosat-1 , HAMSAT | Satellite de télédétection, satellite amateur radio (HAMSAT) |
| 20 mai | Delta II 7320   | Vandenberg        | orbite héliosynchrone  | NOAA-18             | Satellite météorologique                                     |
| 22 mai | Proton-M/Briz-M | Baïkonour         | orbite géostationnaire | DirecTV-8           | Satellite de télécommunications                              |
| 31 mai | Soyouz-U        | Baïkonour         | orbite basse           | Foton-M2            | Expériences de microgravité                                  |

#### Juin
| Date    | Lanceur       | Base de lancement            | Type                   | Charge utile                         | Notes                                                                                  |
| 16 juin | Soyouz-U      | Baïkonour                    | orbite basse           | Progress M-53                        | Ravitaillement de la station spatiale internationale                                   |
| 21 juin | Volna         | Sous-marin en mer de Barents | orbite basse           | Cosmos 1                             | Voile solaire. Échec à la suite d'une défaillance du premier étage                     |
| 23 juin | Zenit-3SL     | Ocean Odyssey                | orbite géostationnaire | Intelsat Americas 8 (puis Galaxy 28) | Satellite de télécommunications                                                        |
| 24 juin | Molnia-M/ML   | Plessetsk                    | orbite de Molnia       | Molnia (satellite)-3K #12L           | Satellite de télécommunications. Échec à la suite d'une défaillance du troisième étage |
| 24 juin | Proton-K/DM-2 | Baïkonour                    | orbite géostationnaire | Ekspress AM-3                        | Satellite de télécommunications                                                        |

#### Juillet
| Date       | Lanceur                    | Base de lancement      | Type         | Charge utile | Notes                                                         |
| 5 juillet  | Longue Marche 2D           | Jiuquan                | orbite basse | Shijian 7    | Satellite scientifique                                        |
| 7 juillet  | M-V 21                     | Uchinoura              | orbite basse | Suzaku       | Astronomie rayons X                                           |
| 26 juillet | Navette spatiale Discovery | Centre spatial Kennedy | orbite basse | STS-114      | Première mission depuis la destruction de la navette Columbia |

#### Août
| Date    | Lanceur            | Base de lancement | Type                   | Charge utile                | Notes                                                                           |
| 2 août  | Longue Marche 2C   | Jiuquan           | orbite basse           | FSW-21                      | Satellite de télédétection                                                      |
| 11 août | Ariane 5 GS        | Kourou            | orbite géostationnaire | Thaïcom-4                   | Satellite de télécommunications, 1er vol de la version GS de la fusée Ariane 5. |
| 12 août | Atlas V 401        | Cape Canaveral    | orbite héliocentrique  | Mars Reconnaissance Orbiter | Sonde spatiale, orbiteur martien                                                |
| 13 août | Soyouz-FG / Fregat | Baïkonour         | orbite géostationnaire | Galaxy 14                   | Satellite de télécommunications                                                 |
| 23 août | Dnepr-1            | Baïkonour         | orbite basse           | OICETS                      | Satellites technologiques                                                       |
| 26 août | Rokot/Briz-KM      | Baïkonour         | orbite basse           | Monitor-E                   | Satellite environnemental                                                       |
| 29 août | Longue Marche 2C   | Jiuquan           | orbite basse           | FSW-22                      | Satellite de télédétection                                                      |

#### Septembre
| Date         | Lanceur           | Base de lancement | Type                   | Charge utile  | Notes                                                |
| 2 septembre  | Soyouz-U          | Baïkonour         | orbite basse           | Iantar-1KFT   | Observation de la Terre                              |
| 8 septembre  | Soyouz-U          | Baïkonour         | orbite basse           | Progress M-54 | Ravitaillement de la station spatiale internationale |
| 8 septembre  | Proton-M / Briz-M | Baïkonour         | orbite géostationnaire | Anik F1R      | Satellite de télécommunications                      |
| 23 septembre | Minotaur I        | Vandenberg        | orbite basse           | USA-185       | Satellite technologique militaire                    |
| 26 septembre | Delta II 7925-9.5 | Cape Canaveral    | orbite moyenne         | GPS IIR-14/M1 | Satellite de navigation                              |

#### Octobre
| Date        | Lanceur          | Base de lancement | Type                   | Charge utile               | Notes                                                                         |
| 1er octobre | Soyouz-FG        | Baïkonour         | orbite basse           | Soyouz TMA-7               | Relève équipage de la station spatiale internationale (Expédition 11)         |
| 8 octobre   | Rokot / Briz-KM  | Plessetsk         | orbite basse           | CryoSat                    | Satellite environnemental. Échec à la suite d'une défaillance du second étage |
| 12 octobre  | Longue Marche 2F | Jiuquan           | orbite basse           | Shenzhou 6                 | Mission habitée, premier équipage de 2 personnes                              |
| 13 octobre  | Ariane 5 GS      | Kourou            | orbite géostationnaire | Syracuse 3A, Galaxy 15     | Satellite de télécommunications (militaire pour Syracuse).                    |
| 19 octobre  | Titan IV (404)B  | Vandenberg        | orbite basse           | USA-186 (Improved Crystal) | Satellite de reconnaissance, dernier vol du lanceur Titan                     |
| 27 octobre  | Cosmos-3M        | Plessetsk         | orbite basse           | Beijing 1, etc.            | Satellite de télédétection optique                                            |

#### Novembre
| Date        | Lanceur          | Base de lancement | Type                   | Charge utile                   | Notes                           |
| 8 novembre  | Zenit-3SL        | Ocean Odyssey     | orbite géostationnaire | Inmarsat-4 F2 (puis Galaxy 28) | Satellite de télécommunications |
| 9 novembre  | Soyouz-FG/Fregat | Baïkonour         | orbite héliocentrique  | Venus Express                  | Sonde spatiale vénusienne       |
| 16 novembre | Ariane 5 ECA     | Kourou            | orbite géostationnaire | Spaceway 2, IndonesiaTelkom 2  | Satellite de télécommunications |

#### Décembre
| Date        | Lanceur          | Base de lancement | Type                   | Charge utile              | Notes                                                       |
| 21 décembre | Soyouz-U         | Baïkonour         | orbite basse           | Progress M-55             | Ravitaillement de la station spatiale internationale        |
| 21 décembre | Ariane 5 GS      | Kourou            | orbite géostationnaire | Meteosat 9, INSAT-4A (en) | Satellite météo (Meteosat), Satellite de télécommunications |
| 25 décembre | Proton-K/DM-2    | Baïkonour         | orbite moyenne         | Glonass-M x 2             | Satellite de navigation                                     |
| 28 décembre | Soyouz-FG/Fregat | Baïkonour         | orbite héliocentrique  | GIOVE A                   | Satellite de navigation (démonstrateur)                     |

### Vol orbitaux

#### Par pays
| Pays          | Lancements | Succès | Échecs | Échecs partiels | Remarques  |
| ------------- | ---------- | ------ | ------ | --------------- | ---------- |
| Chine         | 5          | 5      |        |                 |            |
| États-Unis    | 12         | 12     |        |                 |            |
| Europe        | 5          | 5      |        |                 |            |
| Inde          | 1          | 1      |        |                 |            |
| Japon         | 2          | 2      |        |                 |            |
| Russie/CEI    | 24         | 21     | 3      |                 |            |
| International | 4          | 4      |        |                 | Sea Launch |

#### Par lanceur
| Lanceur          | Pays       | Lancements | Succès | Échecs | Échecs partiels | Remarques   |
| ---------------- | ---------- | ---------- | ------ | ------ | --------------- | ----------- |
| Ariane 5 ECA     | Europe     | 2          | 2      |        |                 |             |
| Ariane 5 GS      | Europe     | 3          | 3      |        |                 | Premier vol |
| Atlas III        | États-Unis | 1          | 1      |        |                 | Dernier vol |
| Atlas V          | États-Unis | 2          | 2      |        |                 |             |
| Delta II         | États-Unis | 3          | 3      |        |                 |             |
| Dnepr-1          | Ukraine    | 1          | 1      |        |                 |             |
| H-IIA            | Japon      | 1          | 1      |        |                 |             |
| Cosmos-3M        | Russie     | 3          | 3      |        |                 |             |
| Longue Marche 2  | Chine      | 4          | 4      |        |                 |             |
| Longue Marche 3  | Chine      | 1          | 1      |        |                 |             |
| M-V              | Japon      | 1          | 1      |        |                 |             |
| Minautor I       | États-Unis | 2          | 2      |        |                 |             |
| Molnia           | Russie     | 1          |        | 1      |                 |             |
| Navette spatiale | États-Unis | 1          | 1      |        |                 |             |
| Pegasus          | États-Unis | 1          | 1      |        |                 |             |
| PSLV             | Inde       | 1          | 1      |        |                 |             |
| Proton           | Russie     | 7          | 7      |        |                 |             |
| Rokot/Briz-KM    | Russie     | 2          | 1      | 1      |                 |             |
| Soyouz           | Russie     | 11         | 11     |        |                 |             |
| Titan IV         | États-Unis | 2          | 2      |        |                 | Dernier vol |
| Volna            | Russie     | 1          |        | 1      |                 |             |
| Zenit-3SL        | Ukraine    | 4          | 4      |        |                 | Sea Launch  |

#### Par type d'orbite
| Orbite                 | Lancements | Succès | Échecs | Orbite atteinte involontairement | Remarques                                                                              |
| ---------------------- | ---------- | ------ | ------ | -------------------------------- | -------------------------------------------------------------------------------------- |
| Basse                  |            |        |        |                                  |                                                                                        |
| Moyenne                |            |        |        |                                  |                                                                                        |
| Haute                  |            |        |        |                                  | dont Molnyua, orbite de transfert vers la Lune, orbite elliptique à forte excentricité |
| Géosynchrone/transfert |            |        |        |                                  |                                                                                        |
| Héliocentrique         |            |        |        |                                  | dont orbite de transfert interplanétaire                                               |

#### Par site de lancement
| Site                        | Pays       | Lancements | Succès | Échecs | Échecs partiels | Remarques  |
| --------------------------- | ---------- | ---------- | ------ | ------ | --------------- | ---------- |
| Baïkonour                   | Kazakhstan | 19         | 19     |        |                 |            |
| Cape Canaveral              | États-Unis | 6          | 6      |        |                 |            |
| Jiuquan                     | Chine      | 4          | 4      |        |                 |            |
| Kennedy                     | États-Unis | 1          | 1      |        |                 |            |
| Kourou                      | France     | 5          | 5      |        |                 |            |
| Mer de Barents (sous-marin) | Russie     | 1          |        | 1      |                 |            |
| Ocean Odyssey (barge)       | Norvège    | 4          | 4      |        |                 | Sea Launch |
| Plessetsk                   | Russie     | 4          | 2      | 2      |                 |            |
| Satish Dhawan               | Inde       | 1          | 1      |        |                 |            |
| Tanegashima                 | Japon      | 1          | 1      |        |                 |            |
| Uchinoura                   | Japon      | 1          | 1      |        |                 |            |
| Vandenberg                  | États-Unis | 5          | 5      |        |                 |            |
| Xichang                     | Chine      | 1          | 1      |        |                 |            |

## Survols et contacts planétaires
| Date         | Sonde spatiale | Événement                                                                            | Remarque                            |
| ------------ | -------------- | ------------------------------------------------------------------------------------ | ----------------------------------- |
| 14 janvier   | Huygens        | Survol de Titan                                                                      | Survol à une distance de 60 000 km. |
| 14 janvier   | Huygens        | Atterrissage sur Titan                                                               |                                     |
| 15 février   | Cassini        | 3eSurvol de Titan                                                                    | Survol à une distance de 950 km.    |
| 17 février   | Cassini        | Survol de Encelade                                                                   | Survol à une distance de 1 180 km.  |
| 4 mars       | Rosetta        | 1st Survol de Earth                                                                  | Assistance gravitationnelle         |
| 9 mars       | Cassini        | Survol de Encelade                                                                   | Survol à une distance de 500 km.    |
| 31 mars      | Cassini        | 4eSurvol de Titan                                                                    | Survol à une distance de 2 523 km.  |
| 16 avril     | Cassini        | 5eSurvol de Titan                                                                    | Survol à une distance de 950 km.    |
| 4 juillet    | Deep Impact    | Lancement d'impacteurs à la surface de la comète 9P/Tempel                           |                                     |
| 14 juillet   | Cassini        | Survol de Encelade                                                                   | Survol à une distance de 1 000 km.  |
| 2 août       | MESSENGER      | Survol de la Terre                                                                   | Assistance gravitationnelle         |
| 22 août      | Cassini        | 6eSurvol de Titan                                                                    | Survol à une distance de 4 015 km.  |
| 7 septembre  | Cassini        | 7eSurvol de Titan                                                                    | Survol à une distance de 950 km.    |
| 12 septembre | Hayabusa       | Arrivée à proximité de l'astéroïde 25143 Itokawa                                     |                                     |
| 26 septembre | Cassini        | Survol de Hypérion                                                                   | Survol à une distance de 990 km.    |
| 11 octobre   | Cassini        | Survol de Dione                                                                      | Survol à une distance de 500 km.    |
| 28 octobre   | Cassini        | 8eSurvol de Titan                                                                    | Survol à une distance de 1 446 km.  |
| 12 novembre  | Hayabusa       | Atterrissage avorté à la surface d'Itokawa                                           |                                     |
| 19 novembre  | Hayabusa       | Atterrissage accidentel à la surface d'Itokawa Premier atterrissage sur un astéroïde | Séjour de 30 minutes                |
| 25 novembre  | Hayabusa       | Atterrissage suivi d'un décollage immédiat à la surface d'Itokawa                    |                                     |
| 26 novembre  | Cassini        | Survol de Rhéa                                                                       | Survol à une distance de 500 km.    |
| 26 décembre  | Cassini        | 9eSurvol de Titan                                                                    | Survol à une distance de 10 429 km. |

### Sources
- (en) Jonathan McDowell, « Jonathan's Space Report », Jonathan's Space Page
- (en) Gunter Krebs, « Chronology of Space Launches », Gunter's Space Page
- (en) « SPACE FLIGHT 2005 - The Year in Review », NASA